# 400e Escadron tactique d'hélicoptères
 (septembre 2019).
Si vous disposez d'ouvrages ou d'articles de référence ou si vous connaissez des sites web de qualité traitant du thème abordé ici, merci de compléter l'article en donnant les références utiles à sa vérifiabilité et en les liant à la section « Notes et références ».
Le 400e Escadron tactique d'hélicoptères ou 400 ETAH est une unité de l'Aviation royale du Canada (ARC) basée sur la Base des Forces canadiennes Borden en Ontario. Opérant l'hélicoptère moyen Bell CH-146 Griffon, Il appartient à la 1ère escadre. En temps de paix, son rôle est de soutenir les activités du 2e Groupe-brigade mécanisé du Canada et du Secteur du Centre de la Force terrestre ainsi que de défense de la souveraineté nationale et de sauvetage en cas de catastrophe aérienne. L'unité maintient un haut niveau de préparation au combat en rotation avec le 408 ETAH et le 430 ETAH. En cas de mobilisation générale, ses aéronefs et ses effectifs sont redéployés au sein du 427e EOSA à Petawawa (Ontario). L'escadron comporte 237 hommes répartis en 3 escadrille de vol, une d'entretien, une d'administration. L'ARC possède 85 hélicoptères Bell CH-146 Griffon

## Histoire
L'escadron voit le jour dès 1932 en tant que 10e Escadron de coopération avec l'Armée. Renommé le 15 novembre 1937 comme 110e Escadron "City of Toronto", il est le premier escadron à être déployé outre-mer lors de la Seconde Guerre mondiale, d'où sa désignation actuelle . Pendant la guerre, l'unité changera plusieurs fois de noms et utiliseras plusieurs avions, dont le Westland Lysander, le Curtiss Tomahawk, le North American Mustang, le de Havilland Mosquito, et finalement le Supermarine Spitfire. En août 1945, l'unité est dissoute en Allemagne.
Le 400e Escadron est réactivé en 1946 à Downsview en tant qu'unité auxiliaire de chasse et de bombardement, équipé de North American Harvards. Alors que commence la guerre froide, l'unité reçoit le de Havilland Vampire puis le Canadair Sabre. En 1980, l'escadron entame sa conversion en tant qu'unité d'hélicoptères avec le CH-136 Kiowa. En 1996, lors de la fermeture de la base de Downsview, le 400 ETAH déménage sur la base de Borden. Plusieurs des membres et 8 hélicoptères de l'unité sont déployés en Afghanistan au sein de l’Escadre aérienne de la Force opérationnelle interarmées en Afghanistan entre 2008 et 2011.

## Signification de l'emblème
La tête de l'aigle signifie que l'escadron est une unité de reconnaissance. Les tomahawks rappellent que l'escadron a utilisé par le passé les curtiss Tomahawk. La devise de l'escadron est : "veiller pour frapper".